# Rubén González
Rubén González (26. května 1919, Santa Clara, Kuba – 8. prosince 2003, Havana, Kuba) byl kubánský klavírista a hudební skladatel.

## Život a kariéra
Rubén González vystudoval konzervatoř v Cienfuegos a začal studovat lékařství. V roce 1941 ale musel z finančních důvodů studia opustit. Rozhodl se pokračovat v dráze klavíristy, klasický obor ale vyměnil za kubánskou lidovou hudbu a jazz. Profesionální kariéru zahájil v Las Villas, ale již v roce 1940 se přestěhoval do Havany. V roce 1943 vydal spolu s Arseniem Rodríguezem svou první gramofonovou desku. V padesátých letech hrál s Orquesta América, později pak s Orquesta de Enrique Jorrín. V letech 1957 až 1961 působil ve Venezuele. Velmi brzy se stal známým nejen na Kubě, ale i v celé Latinské Americe.
Začátkem 60. let se stal stálým klavíristou Orquesta de Enrique Jorrín, se kterým pak vystupoval plných 25 let. Po Jorrínově smrti v roce 1987 krátce převzal vedení orchestru, brzy poté ale svou kariéru ukončil.
Jeho hudební pak kariéra znovu pokračovala až v roce 1996, kdy nahrál své vlastně první sólové album Introducing…Rubén González a spolupodílel se na projektu Buena Vista Social Club amerického kytaristy a producenta Ry Coodera. Kromě Gonzáleze v něm hráli Compay Segundo, Ibrahim Ferrer, Omara Portuondo, Eliades Ochoa a další kubánští hudebníci. Režisér Wim Wenders natočil z tohoto hudebního setkání úspěšný filmový dokument, který tyto hudebníky proslavil po celém světě. Druhé sólové album vydal Rubén González v roce 2000 a dostalo název Chancullo.
Poslední veřejné vystoupení měl Rubén González v Mexiku a na Kubě v roce 2002, kdy musel svoji kariéru pro vleklé zdravotní problémy ukončit.
Rubén González zemřel v Havaně 8. prosince 2003.

## Diskografie

### Sólová alba
- Introducing... Rubén González, 1996 (World Circuit)
- Chanchullo, 2000 (World Circuit)

### Kompilace a spolupráce na ostatních albech
- Výběr z nahrávek do roku 1996
  - Orquesta América del 55, 1955/56
  - Indestructible (s rytmickou skupinou Orquesta de Enrique Jorrín), 1975
  - Estrellas de Areito, 1978

- 1996–2002
  - A Toda Cuba Le Gusta (The Afro-Cuban All Stars), 1997
  - Buena Vista Social Club, 1997
  - Indestructible, 1999
  - Sentimiento, 2000

## Filmografie
- Buena Vista Social Club (film), režie: Wim Wenders, 1999

Objevuje se v několika dalších filmech jako klavírista.